# فرانك ماكنيل
فرانك ماكنيل (بالإنجليزية: Frank McNeil)‏ هو لاعب كرة قدم أمريكية أمريكي، ولد في 23 ديسمبر 1909 في بروكلين في الولايات المتحدة، وتوفي في 1971.

## وصلات خارجية
- فرانك ماكنيل على موقع مرجع كرة القدم المحترفة.كوم (الإنجليزية)